# Gesundheitsmanagement
Gesundheitsmanagement ist die planvolle Gestaltung von mehr oder weniger komplexen gesellschaftlichen und sozialpolitischen Maßnahmen und Institutionen mit dem Ziel, die Gesundheit der Bevölkerung zu erhalten und zu fördern.

## Grundlagen
Gesundheitsmanagement umfasst eine Vielzahl von Aufgaben und Funktionen zur Gestaltung von Gesundheit, insbesondere in Form von Gesundheitsförderung. Es basiert auf einem biopsychosozialen Verständnis von Gesundheit. Ziel ist die Stärkung gesundheitlicher Bewältigungsprozesse, wie z. B. eine bedarfsgerechte Versorgung. Umgesetzt wird Gesundheitsmanagement in gesundheits- und sozialpolitischen Institutionen, von der Selbsthilfe über die Wohlfahrtspflege bis hin zu den Institutionen der Kranken-, Unfall- und Rentenversicherung, bekannt unter dem Begriff der sozialen Sicherung. Aufgaben wie die Planung, Organisation, Steuerung, Regulierung und Evaluation gesundheitsbezogener Dienstleistungen gehören ebenfalls zum Gesundheitsmanagement.
Methodologisch ist Gesundheitsmanagement ein Querschnittsfach, das mehrere Disziplinen wie Sozialmedizin, Gesundheitsökonomie, Medizinrecht und Medizinsoziologie integriert und systematisch zu den Gesundheitswissenschaften zählt, insbesondere in der Ausprägung von „New Public Health“ (vgl. Mann, B., 2005; Waller, H., 2002). Im Kontext der Gesundheitsziele der Weltgesundheitsorganisation (WHO) ist das Gesundheitsmanagement ein Strategieansatz der „Gesundheit für alle“. Als Betriebliches Gesundheitsmanagement hat dieser gesundheitsbezogene Ansatz eine wissenschaftliche und praktische Weiterentwicklung erlangt.

## Managementansätze
Schwartz und Wismar (1998, S. 560–564) sprechen von vier Grundorientierungen des Managements; sie sind in dem Konzept zielorientierten Managements (Management by Objectives) verwurzelt:
- populations- oder gemeindebezogen
- anbieterorientiert
- patienten-, klienten- und konsumentenorientiert
- systemorientiert

### Populations- oder gemeindebezogen
Hierbei handelt es sich um einen „klassischen europäischen Zugang zur Organisation des Gesundheitswesens“ (vgl. Schwartz/Wismar, 1998, S. 561) auf dem Hintergrund der Idee einer bevölkerungsweiten Versorgung. In Großbritannien wäre als Beispiel der National Health Service zu erwähnen, in Deutschland die Gesetzliche Krankenversicherung mit einem Versicherungsgrad von ca. 89 %. Traditionell lokale bzw. regionale Bezüge sind auch in Schweden zu finden.

### Anbieterorientiert
Anbieterorientierte Managementkonzepte betreffen die Bedarfsplanung und Sicherstellung auf der Anbieterseite z. B. durch Krankenhäuser und sonstige Gesundheitseinrichtungen (vgl. Goldschmidt AJW/Hilbert J, 2011), Human-Resources-Management mit der Frage nach der Funktion und der Führung menschlicher Arbeitskraft in Institutionen des Gesundheitswesens und die Technologieplanung (vgl. Schwartz/Wismar, 1998, S. 562). Unterschieden wird in einen instrumentellen und realen gesundheitlichen Bedarf. Der instrumentelle Bedarf bezieht sich auf verfügbare Mittel zur Behandlung, wie die ambulante Versorgung, stationäre Versorgung, Betten oder Ärzte. Der reale Bedarf kann weiter gespannte Versorgungsleistungen beinhalten wie die Gesundheitsförderung am Arbeitsplatz (Betriebliche Gesundheitsförderung) oder an Schulen (z. B. Gesund Leben Lernen), Verkehrsberuhigung, Umweltschutz oder Sozialarbeiter in Arztpraxen (vgl. ebenda).

### Patienten- und Konsumentenorientiert
Patientenbedürfnisse einheitlich zu definieren ist schwierig, da es um subjektive Patientenbedürfnisse geht. Generell kann jedoch festgehalten werden, dass die Notwendigkeit gesehen wird, dass Patienten die Möglichkeit haben, ihre Rechte durchzusetzen. Die Patientenorientierung, so Schwartz und Wismar, steht in der deutschsprachigen Literatur zum Gesundheitsmanagement – anders als in USA – erst am Beginn (S. 563). International wird die Patientenorientierung auf drei Ebenen diskutiert (ebenda):
- Patientenorientiertes Management von Qualität
- Management von Dienstleistung
- Konsumerismus-Ansatz

Im Mittelpunkt eines Patientenorientes Management von Qualität stehen die gesundheitsspezifischen „Kunden“-Bedürfnisse, wie sie unter dem Total-Quality-Management-Ansatz (TQM) diskutiert werden. Management von Dienstleistungen analysiert gesundheitliche Versorgung als Teil einer Dienstleistungswirtschaft. Der Konsumerismus-Ansatz geht von der umstrittenen Diskussion einer Konsumentensouveränität des Patienten aus, zumal die Wahlmöglichkeiten im Gesundheitswesen zwischen verschiedenen Dienstleistungen erheblichen Beschränkungen unterliegen (S. 564).

### Systemorientiert
Der Hintergrund für diese Sichtweise ist die Verknüpfung eines wachsenden Versorgungsbedarfs mit steigenden Finanzierungsproblemen. Dabei wird dieser Zusammenhang als „systemabhängiges Steuerungsproblem im Gesundheitswesen“ (vgl. Schwartz/Wismar, S. 25) interpretiert. Diese Finanzierungsorientierung hat in den meisten industriegesellschaftlichen Gesundheitswesen an Bedeutung gewonnen. Ebenfalls auf der Systemebene ist eine „outcome-orientierte Zieldiskussion“ zu beobachten. Sie orientiert sich an den tatsächlichen Gesundheitsresultaten bei Patienten und Bevölkerungsgruppen.

## Qualifikationen
Die Kernkompetenzen beziehen sich erstens auf die Analyse historischer, soziologischer und volkswirtschaftlicher Dimensionen der Gesundheitssicherung. Hierbei gewinnt die Soziale Sicherheit, einschließlich der Konflikte in diesem System, eine große Bedeutung. Weitere Kernkompetenzen beinhalten zweitens die soziale Fähigkeit, sich in den Interessen- und Problemlagen gesundheitsbezogener Dienstleistungen auszukennen. Denn die Begründung und Bewertung von Zukunftsoptionen für die systemische und wirtschaftliche Gestaltung der Gesundheitsdienstleistungen ist eine wichtige Zielrichtung.
Neben den Kernkompetenzen werden weitere Fertigkeiten („skills“) aufgezeigt (vgl. Niehoff, Braun, 2003, S. 107):
1. konzeptionelle und organisatorische Fertigkeiten
2. soziale Kompetenz bei der Führung personaler Dienstleistungen
3. Beherrschung personal- und betriebswirtschaftlicher Prozesse
4. Kenntnis der Rechtsgrundlagen

## Studiengänge und -abschlüsse
Die FH Kärnten und das Management Center Innsbruck bieten Studien im Bereich Gesundheitsmanagement an. Studienabschlüsse oder Berufsbezeichnungen im Gesundheitsmanagement können auch als Zusatzqualifikation erworben oder über ein grundständiges Studium erfolgen. Oft erfolgt ein wirtschaftswissenschaftliches Aufbaustudium begleitend zum medizinischen Beruf. Der Abschluss erfolgt je nach Umfang und Vorbildung mit einem Zertifikat oder einem akademischen Grad wie dem Bachelor oder Master.